# Пітерський Микола Олексійович
Микола Олексійович Пітерський (рос. Николай Алексеевич Питерский; 7 березня [20 березня] 1905, с. Левіне, Мединський повіт, Калузька губернія, Російська імперія — 8 січня 1971, Москва, РРФСР) — радянський військовик, контрадмірал Радянського Союзу (1949), кавалер ордена Леніна (1949), ордена Червоного Прапора (тричі: 1938, 1945, 1953), ордена Вітчизняної війни I ст. (двічі: 1945, 1945), ордена Червоної Зірки (1940) та югославського ордена «Партизанська зірка» II ст. (1945). Кандидат військово-морських наук (1955). Автор низки книг про флот і радянські військово-морські сили.
Радник міністра закордонних справ СРСР під час Лондонської конференції щодо Суецькому каналу (1956). Військово-морський аташе при посольстві СРСР у США (березень 1958 — червень 1959).

## Освіта
У флоті з 1923 року. Член компартії — з 1925. Закінчив військово-морське училище ім. М. Фрунзе (1926), штурманський клас Спеціальних курсів комскладу ВМС (жовтень 1928), військово-морський факультет військово-морської академії ім. К. Ворошилова (1934).

## Служба
Командир роти молодих моряків 2-го Балтійського флотського екіпажу, виконував посаду старшого мінера лінкора «Марат» Морських сил Балтійського моря (січень-листопад 1927). Штурман есмінця «Фрунзе» (жовтень-листопад 1929), дивізійний штурман дивізіону сторожових і торпедних катерів (листопад 1929 — січень 1930), штурман есмінця «Петровський» (січень-травень 1930), дивізійний штурман окремого дивізіону есмінців Морських сил Чорного моря (травень 1930 — грудень 1931), командир 5-го (листопад 1934 — червень 1937), 7-го (червень — жовтень 1937) окремих дивізіонів торпедних катерів Тихоокеанського флоту.
Під час громадянської війни в Іспанії 1936—1939 — військовий радник при командувачеві республіканським флотом, старший морський радник (грудень 1937 — січень 1939). Начальник оперативного відділу (січень 1939 — липень 1940), заступник начальника оперативного управління Головного морського штабу (липень — вересень 1940).
Учасник Радянсько-фінської війни 1939—1940.
Заступник начальника (вересень 1940 — липень 1941), помічник начальника (липень — жовтень 1941) Червонопрапорного Балтійського флоту.
Учасник німецько-радянської війни. Помічник начальника по стройовій частині Військово-морської медичної академії (жовтень 1941 — травень 1942), начальник відділу конвойної служби Головного морського штабу (травень 1942 — березень 1945). Успішно виконав велику роботу по організації перевезень імпортних вантажів в Радянський Союз.
Командир Белградській військово-морської бази Дунайської флотилії (березень — липень 1945), Пінської військово-морської бази флотилії (липень — грудень 1945).
Помічник начальника Управління бойової підготовки (грудень 1945 — липень 1947), штабу Головного штабу ВМС (липень 1947 — березень 1950), Морського генерального штабу — начальник Військово-морського наукового управління (березень 1950 — січень 1951). Як військово-морського експерт перебував у США (січень 1951 — квітень 1953). Начальник відділу — помічник начальника Головного штабу ВМФ із військово-морської наукової роботи (квітень 1953 — грудень 1956). Радник міністра закордонних справ СРСР під час Лондонської конференції щодо Суецькому каналу (1956).
У розпорядженні головнокомандувача ВМФ (грудень 1956 — квітень 1957), заступник начальника ОМУ Головного штабу ВМФ (квітень 1957 — березень 1958).
Військово-морський аташе при посольстві СРСР у США (березень 1958 — червень 1959).
У розпорядженні головнокомандувача (червень — грудень 1959), 2-го відділу Головного штабу ВМФ (грудень 1959 — жовтень 1960).
З жовтня 1960 року — у відставці.
Похований на Новодівочому кладовищі Москви.

## Праці
Автор книг:
- Торговый флот и война. — Ленинград ; Москва: Гострансиздат, 1932. — 47 с.
- Защита портов и водных путей от воздушных нападений / Н. А. Питерский ; Под ред. Э. В. Столярского. — Ленинград: Гострансиздат. Ленингр. отд., 1933. — 48 с.
- Знай флот: Памятная книжка члена ДОСААФ. — Москва: Изд-во ДОСААФ, 1956. — 230 с.
- International security forces. — [Moscow]: "Novosti press agency, 1966. — 46 с.
- Страницы морской славы / Н. А. Питерский, контр-адм., Ю. И. Чернов, кап. 2-го ранга. — Москва: Изд-во ДОСААФ, 1971. — 271 с.
- Die Sowjet-Flotte im Zweiten Weltkrieg. — Oldenburg ; Hamburg: Stalling, 1966. — 581 S.

Відповідальний редактор посібника для академій і училищ «История военно-морского искусства», редактор російського перекладу книги Раймона де Бело
«Роль моря в будущей войне» (Москва: Воениздат, 1961. — 200 с.).